# Calendar Girls (film 2015)
Calendar Girls (कैलेंडर गर्ल्स) è un film del 2015 diretto da Madhur Bhandarkar.
Film d'autore indiano co-prodotto da Sangeeta Ahir e Bhandarkar Entertainment. La musica del film è stata composta da Meet Bros Anjjan e Amaal Mallik.
Secondo il regista la storia di Calendar Girls è il 75% di realtà e il 25% di finzione.

## Trama
Timmy Anand è in procinto di chiamare cinque ragazze che ha scelto da diverse parti dell'India per venire a Mumbai per le foto del calendario più prestigioso del Paese, un impegno congiunto di un magnate del business, Kumar Kukreja e lui.
Mayuri, che è di Rohtak, vive con i genitori che la incoraggiano nel farla diventare una ragazza da calendario e sono sicuri che le farà avere successo nella vita. Paroma, che proviene da Kolkata, ha i genitori e un fratello maggiore che non sono contenti di vederla entrare nel mondo della moda, dicendole di non tornare da loro, quando però lei li chiama da Mumbai si sentiranno orgogliosi di lei. Nandita, che viene da Hyderabad, ha i suoi genitori e una sorella maggiore. La sua famiglia è composta da uomini d'affari con sua madre e suo padre che sono amministratori delegati di un'azienda e sua sorella Sharda è diventato recentemente il più giovane vicepresidente di un'azienda. Nandita ha deciso di diventare grande diventando una ragazza da calendario. Nazneen, che è di Lahore, rimane con il suo fidanzato a Londra e sente che non ha ancora raggiunto grandi risultati nella vita ed il calendario sarà una rampa di lancio per entrare a Bollywood. Tuttavia, il fidanzato non è favorevole. Sharon, che viene da Goa, fa jogging sulla spiaggia con la sua amica che le racconta quanto sia brutto il mondo dello show business e la esorta a lasciar perdere, ma lei non le crede e decide di andare avanti.
Le cinque ragazze realizzano quindi le foto che verranno mostrate nella festa di lancio del calendario in cui incontrano persone diverse dall'industria del glamour che fanno loro delle offerte cinematografiche, per sfilare nel campo della moda, contratti pubblicitari ecc. Esse sono molto felici e sentono che la loro vita cambierà da ora in poi.
Tre mesi dopo le cinque ragazze hanno raggiunto traguardi nel mondo del cinema e della moda, con qualche compromesso da raggiungere per avere successo. Si accorgono che quel mondo non è poi così tanto dorato, alcune di loro sono costrette a diventare delle escort di lusso, altre sposano miliardari vivendo una vita infelice.
Dopo una serie di vicissitudini Nazneen subisce un incidente e muore. I funerali della ragazza sono molto tristi per il fatto che il suo corpo è stato all'obitorio per 10 giorni senza che nessuno lo abbia mai richiesto. Le ragazze si rendono quindi conto di come il mondo glamour sia spietato e senza amici.
Passa altro tempo e Paroma sta facendo il suo ingresso in un reality show, mentre Sharon si sposa felicemente. Mayuri riceve un premio cinematografico come miglior debuttante in un film e Nandita è incinta di un bambino. Quando arriva il nuovo anno il vecchio calendario viene rimosso e il nuovo calendario viene realizzato con 5 nuove ragazze.

## Colonna sonora
1. Meet Bros Anjjan, Khushboo Grewal – Awesome Mora Mahiya – 3:37
2. Arijit Singh – Khwaishein (Rock Version) – 5:10
3. Neha Kakkar, Meet Bros Anjjan, Khushboo Grewal – We Will Rock The World – 4:11
4. Aditi Singh Sharma – Shaadi Wali Night – 3:29
5. Armaan Malik – Khwaishein (Film version) – 5:31

## Distribuzione
È stato distribuito in versione originale sottotitolata, utilizzando un titolo identico a quello del film di Nigel Cole del 2003.